# Légère Occupation
 (avril 2013).
Une « légère occupation », en allemand « geringfügige Beschäftigung », aussi appelée « minijob » ou « job à 400 euros », est, selon la sécurité sociale allemande, une relation d'emploi avec un salaire absolu faible, c'est-à-dire de moins de 450 euros par mois, pour 15 heures de travail maximum par semaine. De tels emplois sont exempts de sécurité sociale et il existe des règles spéciales les concernant pour l'impôt sur le revenu. 

## Allemagne
En mars 2009, il y avait 4,9 millions de personnes ayant un mini-job en Allemagne[réf. nécessaire]. Les employés dans cette catégorie n'ont ni assurance santé ni assurance chômage. Néanmoins ils peuvent bénéficier de l'assurance santé d'un partenaire ou d'un parent pour les jeunes et étudiants.

## Espagne
Le 7 juillet 2012, les journaux ont rapporté que la banque centrale européenne avait envoyé une lettre au gouvernement de José Luis Rodríguez Zapatero lui suggérant d'instaurer une telle catégorie en Espagne, alors que le salaire minimum y était de 641 euros. Cette suggestion a été présentée comme une condition de la part de la banque centrale européenne pour qu'elle continue à racheter la dette espagnole.

## Royaume-Uni
En Grande-Bretagne, le droit du travail reconnait un statut travailleurs sans heures de travail garantie, "Contrat zéro heure". Ce type de contrat donne accès au système de santé ainsi que certains droits sociales (arrêt Maternité/Paternité, congés payés), mais pas a la retraite minimum d'etat. En 2014, il y avait 1,8 million de contrats de ce type. Selon l'office national de statistiques ces 1,4 million de contrats concernent environ 697,000 employés.